# Jeżokolczak
Jeżokolczak (Mesomys) – rodzaj ssaków z podrodziny kolczaków (Echimyinae) w obrębie rodziny kolczakowatych (Echimyidae).

## Rozmieszczenie geograficzne
Rodzaj obejmuje gatunki występujące w Kolumbii, Wenezueli, Ekwadorze, Peru, Boliwii i Brazylii.

## Morfologia
Długość ciała (bez ogona) 154–196 mm, długość ogona 122–214 mm; masa ciała do 139 g.

## Systematyka
Rodzaj zdefiniował w 1845 roku niemiecki paleontolog i zoolog Johann Andreas Wagner w artykule zatytułowanym Diagnozy niektórych nowych gatunków gryzoni i nietoperzy, opublikowanym w czasopiśmie „Archiv für Naturgeschichte”. Gatunkiem typowym jest (oznaczenie monotypowe) jeżokolczak kosmaty (M. hispidus).

### Etymologia
Mesomys: gr. μεσος mesos ‘środkowy’; μυς mus, μυος muos ‘mysz’.

### Podział systematyczny
Do rodzaju należą następujące gatunki:
| Grafika | Gatunek          | Autor i rok opisu                            | Nazwa zwyczajowa          | Podgatunki         | Rozmieszczenie geograficzne | Podstawowe wymiary                                  | Status IUCN |
| ------- | ---------------- | -------------------------------------------- | ------------------------- | ------------------ | --- | --------------------------------------------------- | ----------- |
|         | Mesomys hispidus | (A.G. Desmarest, 1817)                       | jeżokolczak kosmaty       | gatunek monotypowy | południowa i wschodnia Kolumbia, południowa Wenezuela, wschodni Ekwador, wschodnie Peru, północna Boliwia, na wschód przez Brazylię do rzeki Tapajós (na południe od rzeki Amazonka), na północ do Amapá i regionu Gujana; zakres wysokości: 0–100 m n.p.m. | DC: 17,1–18,6 cm DO: 16–19,2 cm MC: do 160 g        | LC          |
|         | Mesomys leniceps | O. Thomas, 1926                              | jeżokolczak wełnistogłowy | gatunek monotypowy | endemit Peru: wschodnie andyjskie zbocza w Amazonas i San Martín; zakres wysokości: 1555–1980 m n.p.m. | DC: około 18 cm DO: około 21 cm MC: brak danych     | DD          |
|         | Mesomys occultus | J.L. Patton, M.N.F. da Silva & Malcolm, 2000 | jeżokolczak skryty        | gatunek monotypowy | endemit Brazylii: na południe od rzeki Amazonka w dolnym biegu rzeki Juruá i rzeki Urucu | DC: około 16,7 cm DO: około 18,3 cm MC: brak danych | LC          |
|         | Mesomys stimulax | O. Thomas, 1911                              | jeżokolczak surinamski    | gatunek monotypowy | endemit Brazylii: na południe od rzeki Amazonka od rzeki Tapajós do rzeki Tocantins; zakres wysokości: 0–250 m n.p.m. | DC: 15,4–19,6 cm DO: 12,2–19,9 cm MC: do 139 g      | LC          |

Kategorie IUCN:  LC  – gatunek najmniejszej troski,  DD  – gatunki o nieokreślonym stopniu zagrożenia.